# Adsbøl (Sydslesvig)
 For alternative betydninger, se Adsbøl (flertydig). (Se også artikler, som begynder med Adsbøl)
Adsbøl (dansk) eller Atzbüll (tysk) er en bebyggelse beliggende ved Eskeris Møllestrøm mellem Eskeris og Nisvrå i det nordøstlige Angel i Sydslesvig. Administrativt hører bebyggelsen under Eskeris Kommune i Slesvig-Flensborg kreds i den nordtyske delstat Slesvig-Holsten. I kirkelig henseende hører stedet under Eskeris Sogn. Sognet lå i Ny Herred (Flensborg Amt, Sønderjylland), da området tilhørte Danmark.
Adsbøl er første gang nævnt 1260 (Dipl. dan. 2, 1, 319). Stednavnet er afledt af mandsnavn Atte eller Atti, Den jyske / angeldanske udtale er Asbel. Omtrent 1750 oprettedes en landsbykro i Adsbøl, bygningen huser i dag et feriehjem for børn. Eskeris Møllestrøm snor sig vest for Adsbøl igenmem en kuperet morænedal med buskede skråninger og en lille bøgskov.